# Pseudonicsara hum
Pseudonicsara hum är en insektsart som beskrevs av Sigfrid Ingrisch 2009. Pseudonicsara hum ingår i släktet Pseudonicsara och familjen vårtbitare. Inga underarter finns listade i Catalogue of Life.